# ヒンディー・ミディアム
『ヒンディー・ミディアム』（Hindi Medium）は、2017年に公開されたインドのコメディドラマ映画。サケート・チョードリーが監督を務め、イルファーン・カーンとサバー・カマルが主演を務めた。デリーを舞台に、娘を名門私立校に入学させるために奮闘する夫婦の姿を描いている。
映画はイルファーンとサバーの演技が高く評価され、第63回フィルムフェア賞で作品賞、主演男優賞を受賞した。また、興行収入は32億4200万ルピーを記録しており、興行的にもヒット作となった。

## あらすじ
ラージ・バトラはオールドデリーで衣服店を経営する実業家で、青年時代に恋したミータと結婚し、5歳になる娘ピアと暮らしていた。バトラ夫妻は共に公立学校の出身だったが、ミータはピアの将来を考え、娘をデリーの名門私立校に入学させようとしていた。ミータはデリー一の名門校「グラマー校」への入学条件を満たすため、ラージを説得してグラマー校周辺の高級住宅街バサント・ビハールに引っ越すが、中流層出身のバトラ夫妻は上流層の中で浮いた存在となってしまう。名門校の入学試験に親の面接が含まれていることを知ったミータは、ラージを連れて教育コンサルタントの元を訪れて指導を受ける。しかし、ラージは面接試験でまともな受け答えができず、その結果ピアは応募した全ての私立校を不合格になってしまう。ラージはコネのある政治家から紹介状をもらうことや、校長に賄賂を贈りピアを入学させることを考えるが、全て上手くいかず失敗してしまう。
そんな中、ラージは従業員のチョトゥの子供が低所得者枠（RTE法）を利用して名門校に入学したことを知る。ラージは低所得者を装ってピアを入学させようと考え、売人に依頼して合格者抽選で結果を操作してもらう約束を交わす。バトラ夫妻はピアノ合格を確信して安堵するが、直後に内部告発で富裕層が低所得者を装う不正が横行していることがマスコミを通して暴露される。応募者の調査が行われることを知ったラージは調査の目を誤魔化すため、売人が用意した住居に引っ越して低所得者のフリをすることを思いつき実行する。バトラ一家は貧民街に移り住み、そこでRTE法を利用して息子モーハンをグラマー校に入学させようとしているシャーム・プラカーシュ、トゥルシー夫妻と出会う。バトラ夫妻は調査員のクマールから疑われるが、2人を「事情があって貧乏になった元富裕者」と思い込んでいたシャーム・プラカーシュに救われ、彼の協力で貧乏人に成りきったラージはシャーム・プラカーシュと共に抽選枠に選ばれる。課外活動費として2万4000万ルピーの納金を求められたラージは深夜に金を引き落とそうとするが、「ATMから金を盗もうとしている」と勘違いしたシャーム・プラカーシュに止められてしまう。シャーム・プラカーシュはラージを助けるため、通りかかった自動車に飛び込み負傷して示談金を受け取り、ラージに手渡す。
抽選の結果、ピアは合格者に選ばれバトラ一家はバサント・ビハールに戻るが、モーハンが選ばれなかったことにバトラ夫妻は負い目を感じていた。2人はモーハンが通う公立校に匿名で多額の寄付を行い教育環境を整備する。そのことを知ったシャーム・プラカーシュは感謝の気持ちを伝えるため寄付者の自宅を訪れ、そこで寄付者の正体がラージであり、彼が富裕者であることを知ってしまう。激怒したシャーム・プラカーシュはグラマー校に乗り込み校長に事実を告げようとするが、学校生活を送るピアに再会したことで訴えることを止めてしまう。その姿を見たラージは自ら校長に事実を伝えて入学の取り止めを求めるが、校長はグラマー校の名誉を守るために不正入学の証拠を処分して申し出を拒否する。ラージはクマールの助けを借りて公立校の生徒たちを招き入れてパフォーマンスを行わせ、保護者たちの前で子供たちの未来の可能性を説き、自らが行った不正を告白する。ラージとミータはピアをグラマー校から中退させ、モーハンと同じ公立校に通わせることを決断する。

## キャスト
- ラージ・バトラ - イルファーン・カーン
- ミータ・バトラ - サバー・カマル（英語版）
- スーシラ - キラン・コージ
- ピア - ディシタ・セーガル
- グラマー校長 - アムリタ・シン
- シャーム・プラカーシュ - ディーパク・ドブリヤル
- ミータの母 - ニール・コーリ（英語版）
- ラージの父 - ラジーヴ・グプタ
- チョトゥ - サミト・グラティ（英語版）
- ドリー - マリカー・ドゥア（英語版）
- ドリーの母 - カルビル・カウル
- マヤ - チャル・シャンカル
- 教育コンサルタント - ティロタマ・ショーム
- MLA - ラジェシュ・シャルマ（英語版）
- 売人 - タラン・バジャージ（英語版）
- アナウンサー - アンクル・ジャイン（英語版）
- トゥルシー - スワティ・ダース
- モーハン - アングシュマン・ナンディ

特別出演
- アールティ - ネーハー・ドゥピア
- カビール - サンジャイ・スーリー（英語版）

## 製作
『ヒンディー・ミディアム』の製作はマドック・フィルムズのディネーシュ・ヴィジャンとT-Seriesのブーシャン・クマールが担当し、監督はサケート・チョードリーが務めた。チョードリーは『Shaadi Ke Side Effects』の脚本家ジーナト・ラカーニーと共に脚本を執筆する中でインドの教育システムを題材にした映画の製作を思い付いた。2人はその構想が『Shaadi Ke Side Effects』に含めるには大き過ぎる題材だと感じたため、同作の公開後に本格的な構想を練るようになった。チョーダリーは企画について、「その題材はとても関連性があります。今日、私たちは親のバックグラウンドに関係なく、子供たちに最高の教育を受けさせたいと感じています」と語っている。
プリプロダクションは『Shaadi Ke Side Effects』公開後に始まった。チョーダリーは脚本の執筆を始め、同時に映画の主要な舞台にデリーを選んだ。製作スタッフの大半はチョーダリーが監督を務めた『Pyaar Ke Side Effects』『Shaadi Ke Side Effects』と同じチームを起用したが、プロダクションデザイナーのムスタファ・ステーションワーラー、編集技師A・シュリーカル・プラサード、台詞脚本アミトーシュ・ナーグパール、撮影監督ラクスマン・ウテカルは新たに起用された。
2016年5月29日、CNNニュース18はイルファーン・カーンのパートナー役としてパキスタンの女優サバー・カマルが出演することを報じた。サバーにとって『ヒンディー・ミディアム』がインド映画デビュー作となる。彼女の起用はイルファーンが強く推薦したことで実現し、「私は彼女のYouTubeビデオを見て、彼女を監督とプロデューサーに推薦しました」と語っている。イルファーンはチャンドニー・チョークで洋服店を経営するパンジャーブ人を演じ、サバーは彼の妻を演じている。サバーは役柄について、「私は夢を叶えられなかった女性を演じ、彼女は娘に自分が得られなかった人生を与えようと奮闘します」と語っている。イルファーンは脚本について、「スタッフとキャストは仕事を始める前に、多くの脚本に取り組みました。それは、この題材が説教臭くなる可能性が常に存在していたからです」と語っている。主要キャストにはディシタ・セーガル（イルファーンとサバーの娘役）、ティロタマ・ショーム（教育コンサルタント役）、アムリタ・シン（校長役）、ディーパク・ドブリヤル（イルファーンとサバーの隣人役）が起用された。
2016年7月、サバーはパキスタンからムンバイに到着し、同月中に主要撮影が始まった。撮影はチャンドニー・チョーク、アナンド・ローク、カロル・バグー、サンガム・ヴィハールで行われ、10月に撮影が終了した。サバーは撮影期間中イルファーンたちと交流し、「撮影チームは私に安心を感じさせてくれました。私たち（サバーとイルファーン）はよく一緒に遊びに出かけ、とてもアットホームな雰囲気を感じました」と語っている。撮影の終了後、イルファーンはジョージアでダンスシーンの撮影を行っている。

## 公開
2017年5月19日に『ヒンディー・ミディアム』が世界で公開された。インド国内のマハーラーシュトラ州、グジャラート州、マディヤ・プラデーシュ州、デリーでは免税措置がとられた。2018年2月には『ダンガル きっと、つよくなる』『シークレット・スーパースター』の興行的成功を受け、中華人民共和国での公開が決定した。『バジュランギおじさんと、小さな迷子』の成功後に、中国公開日が清明節の4月4日に決定した。
2014年公開の『Ramdhanu』の製作者は、『ヒンディー・ミディアム』の内容が『Ramdhanu』と強い類似性があるとして、『ヒンディー・ミディアム』を著作権侵害で訴えた。チョーダリーは訴訟に対して、「私たちは1年以上脚本を練ってきましたが、脚本はオリジナルのものです。関係者の皆様には事実を確認せずに性急な判断をしないように求めます。事実は『ヒンディー・ミディアム』を見ればすぐに判明します」と語っている。最終的に『Ramdhanu』の製作者は著作権侵害に関する訴えを取り下げている。

## 評価

### 興行収入
『ヒンディー・ミディアム』はスリーパー・ヒットを記録し、2017年7月までの興行収入は10億8550万ルピーとなった。中国では2018年4月の公開から3日間で10億ルピーの興行収入を記録し、合計興行収入は20億ルピーを記録した。これにより、『ヒンディー・ミディアム』は『めぐり逢わせのお弁当』を超えるイルファーンのヒット作となった。2018年4月16日までに興行収入は30億ルピーを超え、歴代インド映画興行成績トップ20入りを果たした。

#### インド
公開初日の興行収入は2810万ルピーを記録した。公開日がモーヒト・スーリーの『Half Girlfriend』と重なっていたため初日の興行収入は振るわなかったものの次第に興行収入は増え、1週間後には2億5210万ルピーの興行収入を記録した。最終的な国内興行収入は9億6650万ルピーを記録しており、2017年公開のボリウッド映画興行成績トップ10入りを果たした。

#### 海外
2017年の海外興行収入は1億4250万ルピーを記録した。2018年4月に中国で公開された後に興行収入は20億ルピーを超え、海外興行収入が3000万ドルを超えた7番目のインド映画となった。また、『パドマーワト 女神の誕生』を超える海外興行収入を記録している。
中国では2018年4月4日に公開され、初日の興行収入は2億2050万ルピーを記録した。この記録は中国において『ダンガル きっと、つよくなる』『バジュランギおじさんと、小さな迷子』を抜き、『シークレット・スーパースター』に次ぐ2番目の成績である。公開3日目の興行収入は10億2180万ルピーを記録している。中国での好評は猫眼電影で9.1の評価を得たこと、『ジュラシック・ワールド』『アメイジング・スパイダーマン』『ライフ・オブ・パイ/トラと漂流した227日』に出演したイルファーンの知名度の高さが影響している。最終的な中国興行収入は22億3000万ルピーを記録したが、この記録は2019年に『盲目のメロディ〜インド式殺人狂騒曲〜』に抜かれている。

### 批評
『ヒンディー・ミディアム』は批評家から肯定的な評価を得ており、特にイルファーンとサバーの演技は絶賛されている。
デカン・クロニクルのローヒト・バトナガルは5/5の星を与え、「この映画は経験になります。映画は児童映画として出会うかも知れませんが、社会のあらゆる階層の人々に推奨できます」と批評している。フィルムフェアのラチット・グプタは4.5/5の星を与え、「映画にはさわやかな面白さと見事な本質を突く子育てと教育が描かれています」と批評し、「映画は間違いなく今年最高の作品の一つです」と結論付けた。ザ・タイムズ・オブ・インディアのマドゥリータ・ムカルジーは4/5の星を与え、脚本の「良さ」を見出し、購読者に対して「見るべき映画」として推奨した。ヒンドゥスタン・タイムズのローヒト・ヴァッツは3.5/5の星を与え、「カーンは観客に対して、問題のあるインドの教育システムに立ち向かうように呼びかけている」と批評した。インディア・トゥデイのサムルディ・ゴーシュは3/5の星を与えてイルファーンとサバーの演技を賞賛し、「『ヒンディー・ミディアム』は誇張された事実を用いて家庭にメッセージを送るが、わずかな問題にもかかわらずユーモアと演技力のために映画が行き詰まることはなかった」と批評している。India.comのサムリティ・シャルマは2.5/5の星を与え、「きちんとした物語、ユーモア、いくつかの心揺さぶる瞬間とイルファーン・カーン、サバー・カマル、ディーパク・ドブリヤルの巧みな演技によって映画は鑑賞可能になっている」と批評した。インディアン・エクスプレスのシューブラ・グプタは2/5の星を与えたが、イルファーンの演技を「素晴らしいもの」と称賛している。
『ヒンディー・ミディアム』は海外の批評家からも肯定的な評価を得ている。タイムアウト誌のレビュアーは4/5の星を与え、「多くのメリットがあるが、映画は過度に感傷的な結論によって終幕手前で躓いてしまう」と批評し、「この映画は最高のボリウッド映画の一つである」と結論付けている。サウスチャイナ・モーニング・ポストのジェームズ・マーシュは3.5/5の星を与え、「ユーモアと遊び心のある演技に満たされた古典的なコメディ」と批評した。ダーン新聞のサーダフ・シッディークは「チョーダリーは斬新さで満点を獲得したが、彼は自分のアイディアを具体化することに失敗した」と批評している。

### 受賞・ノミネート
| 映画賞                           | 部門             | 対象                                         | 結果       | 出典          |
| -------------------------------- | ---------------- | -------------------------------------------- | ---------- | ------------- |
| 第63回フィルムフェア賞           | 作品賞           | ヒンディー・ミディアム                       | 受賞       | [ 44 ]        |
| 第63回フィルムフェア賞           | 主演男優賞       | イルファーン・カーン                         | 受賞       | [ 44 ]        |
| 第63回フィルムフェア賞           | 審査員選出男優賞 | イルファーン・カーン                         | ノミネート | [ 44 ]        |
| 第63回フィルムフェア賞           | 主演女優賞       | サバー・カマル                               | ノミネート | [ 44 ]        |
| 第63回フィルムフェア賞           | 監督賞           | サケート・チョーダリー                       | ノミネート | [ 44 ]        |
| 第63回フィルムフェア賞           | 助演男優賞       | ディーパク・ドブリヤル                       | ノミネート | [ 44 ]        |
| 第19回国際インド映画アカデミー賞 | 作品賞           | ヒンディー・ミディアム                       | ノミネート | [ 45 ] [ 46 ] |
| 第19回国際インド映画アカデミー賞 | 監督賞           | サケート・チョーダリー                       | 受賞       | [ 45 ] [ 46 ] |
| 第19回国際インド映画アカデミー賞 | 主演男優賞       | イルファーン・カーン                         | 受賞       | [ 45 ] [ 46 ] |
| 第19回国際インド映画アカデミー賞 | 助演男優賞       | ディーパク・ドブリヤル                       | ノミネート | [ 45 ] [ 46 ] |
| 第10回ミルチ音楽賞               | 作曲家賞         | サチン＝ジガル「Hoor」                       | ノミネート | [ 47 ]        |
| スター・スクリーン・アワード     | 主演男優賞       | イルファーン・カーン                         | 受賞       | [ 48 ]        |
| ジー・シネ・アワード             | 作品賞           | ヒンディー・ミディアム                       | ノミネート | [ 49 ]        |
| ジー・シネ・アワード             | 審査員選出作品賞 | ヒンディー・ミディアム                       | ノミネート | [ 49 ]        |
| ジー・シネ・アワード             | 監督賞           | サケート・チョーダリー                       | ノミネート | [ 49 ]        |
| ジー・シネ・アワード             | 主演男優賞       | イルファーン・カーン                         | ノミネート | [ 49 ]        |
| ジー・シネ・アワード             | 助演男優賞       | ディーパク・ドブリヤル                       | ノミネート | [ 49 ]        |
| ジー・シネ・アワード             | 脚本賞           | サケート・チョーダリー、ジーナト・ラカーニー | ノミネート | [ 49 ]        |

## 続編
『ヒンディー・ミディアム』の成功後、続編の製作が企画された。同作の成功について、ディネーシュ・ヴィジャンはミッド・デイの取材で「私たちが得た反応は素晴らしいものです。スクリーンの中でクールなカップルとして映るイルファーンとサバーを含む『ヒンディー・ミディアム』の全てのユニットは、映画で繰り返されるべきです。間違いなく、続編の余地はあります」と語っている。
2018年1月24日、ディネーシュはタイムズ・ナウの取材の中で続編の製作が進行していることを公表した。2019年3月30日にカリーナ・カプールが警察官役で出演すること、4月から撮影が行われることが発表された。4月5日にタイトルが「Angrezi Medium」であることが発表され、ウダイプルで撮影が開始された。